# Las Hormazas
Las Hormazas è un comune spagnolo di 105 abitanti situato nella comunità autonoma di Castiglia e León.

## Località
Il comune comprende le seguenti località:
- La Parte
- Solano
- Borcos
- Espinosilla de San Bartolomé